# Central City (DC Comics)
Pour les articles homonymes, voir Central City.
Central City est une ville fictive de l'univers de DC Comics. C'est la ville natale de Barry Allen, le Flash de l'Âge d'argent des comics. Elle apparait pour la première fois dans le n°4 de Showcase en 1956.

## Situation géographique
Suivant les différentes versions des comics, la ville est située dans l'Ohio en lieu et place d'Athens. Dans les comics plus récents, la ville est située dans le Missouri. Dans Young Justice, une carte place Central City dans le Missouri à côté de Keystone City (en) au Kansas. Keystone City est la ville natale de Jay Garrick et Wally West, respectivement 1er et 3e porteurs du costume de Flash. Dans la série télévisée Flash de 2014, Central City est également dans le Missouri.
Central City se situe à environ 950 km de Starling City, la ville de Green Arrow.

## Principaux résidents
De 1956 jusqu'en 1985 (les années de publication de la série), Central City fut défendue par le Flash (Barry Allen de la police scientifique) contre une myriade d'ennemis incluant Gorilla Grodd, Captain Cold, Weather Wizard, le Maître des Miroirs et Eobard Thawne (le "Reverse-Flash"). Barry a épousé Iris West, journaliste au Picture News, principal journal de la ville.
Après la mort de Barry dans Crisis on Infinite Earths, la plupart de ses ennemis, ainsi que son successeur (et ancien partenaire) Wally West s'installèrent à Keystone City qui, grâce aux conséquences de Crisis on Infinite Earths, est devenue la cité jumelle de Central City (avant l'événement, Keystone City était localisée sur une Terre parallèle connue comme Terre-II et se trouvait approximativement à la même place que Central City).

## Géographie et institutions
Durant les années durant lesquelles les séries de Flash furent écrites par Cary Bates, Central City fut apparemment divisée en plusieurs zones : Upper, Lower East et West Sides, ainsi qu'une zone « ville basse ».
Surnommée « la ville la plus rapide de l'Ouest », Central City possède 1 395 600 habitants. Elle abrite le Flash Museum, un musée consacré aux exploits et souvenirs liés au héros de la ville. Le principal journal de la ville est le Central City Citizen (précédemment appelé le Central City Picture-News), et pour lequel a travaillé la femme de Barry, Iris West Allen et qui y travaille actuellement comme reporter après un absence de plusieurs années.
Comme vu dans Flash Vol. 2 n°177, il y fut développé un quartier de théâtre prospère, second seulement après celui de New York City.
Plus tard, une grande partie de la ville basse fut démolie par les Lascars qui agissaient sous les ordres du Syndicat du Crime. En raison d'une mauvaise communication et de la décence des Lascars, seules les propriétés furent endommagées, ils évitèrent toutes pertes humaines.

### Quartiers
- Brookfield Heights : quartier résidentiel luxueux et branché
- Chubbuck : quartier résidentiel abritant le Central City Hospital
- City Center : quartier d'affaires de la ville où se situe également le Flash Museum
- Danville : zone résidentielle des classes moyennes, où vivent notamment Barry et Iris Allen
- Englewood : zone résidentielle
- Lawrence Hills : zone industrielle
- Leawood : quartier résidentiel des « cols bleus » où se situe notamment le Central City Stadium
- Mounds View : zone de l'aéroport Hardwell Fields
- New Brighton : zone résidentielle et commerciale, où est située la Central City Rail Station
- Petersburg : quartier où sont situés de nombreux restaurants
- University Town : abrite la Central City University
- Westminster : emplacement de S.T.A.R. Labs
- Windsor Heights : zone résidentielle très sélective

## Sport
- Central City Stars (baseball)
- Central City Diamonds (baseball)
- Central City Cougars (football)
- Central City Miners (basketball)

## Apparitions dans d'autres médias

### Télévision
- Central City apparait dans la série télévisée Flash (1990-1991).
- La ville est mentionnée dans l'épisode My Girl (saison 1, épisode 11) de Superman, l'Ange de Metropolis.
- Central City apparait dans le double épisode La Cité des Singes de la série d'animation La Ligue des justiciers.
- Dans Arrow, la mère de Laurel Lance mentionne la ville dans une conversation. Arrow se rend ensuite plusieurs fois à Central City pour voir Barry Allen.
- Central City apparait dans la série télévisée The Flash de 2014, série dérivée de Arrow.
- Central City est mentionnée dans la première saison de Gotham.

- Dans l'épisode Worlds Finest de la série Supergirl (épisode crossover avec la série The Flash), Barry cherche la Central City de l'univers de Supergirl. Harrison Wells, Cisco Ramon et Caitlin Snow n'existent apparemment pas, et S.T.A.R. Labs n'a pas été créé à la suite de l'absence de Wells.

- Central City est présente dans la série animée La Ligue des justiciers : Nouvelle Génération.

### Cinéma
- Central City apparaît dans le film Justice League de 2017. Elle est localisée dans l'Ohio.

### Jeux vidéo
- Dans DC Universe Online (2011), la ville peut être débloquée.
- Dans Batman: Arkham Knight (2015), la ville est le lieu de résidence de Simon Stagg.